# Henderson Silver Knights
Henderson Silver Knights je profesionální americký klub ledního hokeje, který sídlí v nevadském městě Henderson. Do AHL vstoupil v ročníku 2020/21 v rámci Západní konference a Pacifické divize. Klubové barvy jsou stříbrná, zlatá a černá.
Své domácí zápasy hráli "Stříbrní rytíři" v tamní aréně Orleans Arena, od roku 2022 je jejich domovským stánkem nová aréna Dollar Loan Center. Mužstvo je farmou celku NHL Vegas Golden Knights. V AHL nahradil San Antonio Rampage.